# Ткаченко Ілля Іванович (Герой Радянського Союзу, Полтавська область)
Ткаченко Ілля Іванович (нар. 1924, Кременчук — пом. 27 вересня 1943) — радянський офіцер, Герой Радянського Союзу (1944, посмертно). За період служби нагороджений орденом Леніна, орденом Червоного Прапора, орденом Червоної Зірки, медаллю.

## Біографія

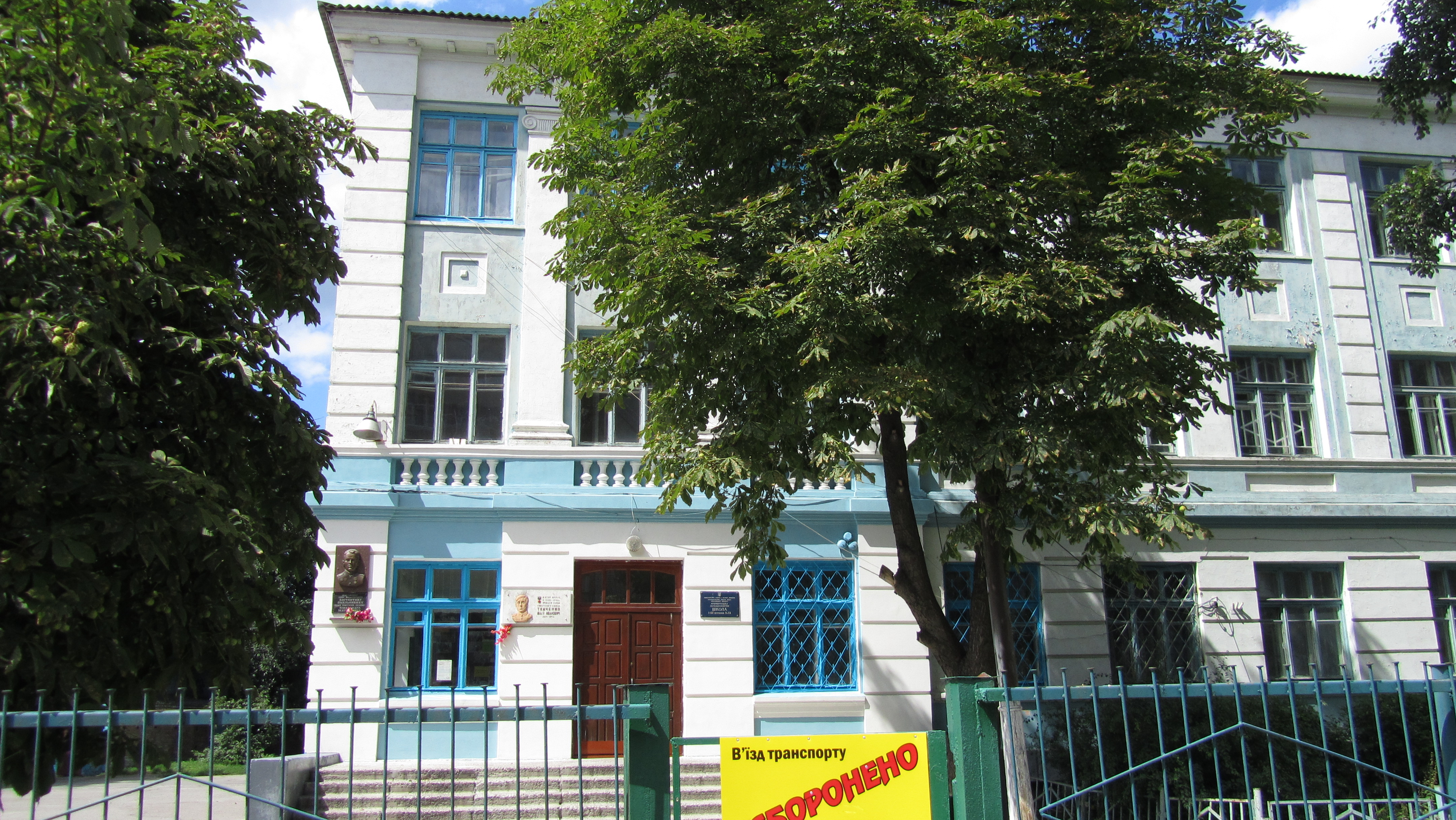
Будівля колишньої школи №6, де навчався Ілля Ткаченко

Народився в 1924 році в місті Кременчук (нині Полтавська область) в родині робітника. Українець. У 1941 році закінчив десять класів середньої школи № 6 (нині школа № 13). У 1942 році призваний до лав Червоної Армії. У тому ж році закінчив Омське військове піхотне училище.
У боях війни з липня 1942 року. Воював на 3-му Українському і Південно-Західному фронтах. У вересні 1943 року 78-й гвардійський стрілецький полк вийшов до Дніпра в районі Синельникове Дніпропетровської області.
У ніч на 26 вересня 1943 мінометний взвод під командуванням гвардії лейтенанта І. І. Ткаченко отримав завдання форсувати річку і захопити плацдарм на її правому березі. Командир взводу швидко організував переправу. Вже близько від берега в човен, де знаходився І.  І. Ткаченко, потрапив ворожий снаряд. Частина бійців загинула, командир був важко поранений, але продовжував командувати взводом. Незважаючи на артилерійсько-мінометний вогонь противника, гвардійці в числі перших переправилися на правий берег в районі села Військове Солонянського району Дніпропетровської області та увірвалися в траншеї ворога.
Розвиваючи наступ, вони захопили висоту "130,3". Незабаром підійшло підкріплення. П'ять контратак відбили сміливці. Вони знищили чотири танки і близько двох батальйонів піхоти противника.
27 вересня 1943 в бою на плацдармі командир взводу гвардії лейтенант Ілля Іванович Ткаченко загинув.

## Нагороди, пам'ять

Меморіальна дошка І.І.Ткаченку

Указом Президії Верховної Ради СРСР від 19 березня 1944 року за мужність і героїзм, проявлені при форсуванні Дніпра і утриманні плацдарму на його правому березі гвардії лейтенанту Іллі Івановичу Ткаченко посмертно присвоєно звання Героя Радянського Союзу. 
Крім цього за період служби нагороджений орденом Леніна, орденом Вітчизняної війни 1-го ступеня.
Його ім'ям названі вулиця і провулок у місті Кременчук. На приміщенні школи, де він навчався, встановлена меморіальна дошка.
Також у місті Кременчуці на Алеї Героїв, на граніті висічене фото та ім'я Іллі Ткаченко.